# Himerta bicolorata
Himerta bicolorata är en stekelart som beskrevs av Leblanc 1989. Himerta bicolorata ingår i släktet Himerta och familjen brokparasitsteklar. Inga underarter finns listade i Catalogue of Life.